# Комбинативная изменчивость
Комбинативная изменчивость — появление новых сочетаний признаков при скрещивании, в результате которого возникает огромный набор разнообразных генотипов, которые отсутствовали у родительских особей. Комбинационная изменчивость связана с рекомбинацией генов вследствие слияния гамет. Основными процессами, которые ответственны за реализацию комбинативной изменчивости, являются независимое расхождение хромосом во время мейоза, случайное сочетание хромосом во время оплодотворения, рекомбинация генов вследствие кроссинговера. Она позволяет особям приспосабливаться к условиям среды. Комбинативная изменчивость используется в селекционной практике для создания новых пород животных и сортов растений. Это происходит путём подбора, который позволяет получить ценные наследственные сочетания, уменьшить недостатки одного из родителей и усилить положительные качества другого. Большую роль комбинативная изменчивость играет в эволюции.